# Lamia Yammine
Lamia Yammine (em árabe: لميا يمين; nascida em 1974) é uma política libanesa. De 21 de janeiro a 10 de agosto de 2020 ela actuou como Ministra do Trabalho no governo do Primeiro-Ministro Hassan Diab.